# Canale della Vittoria

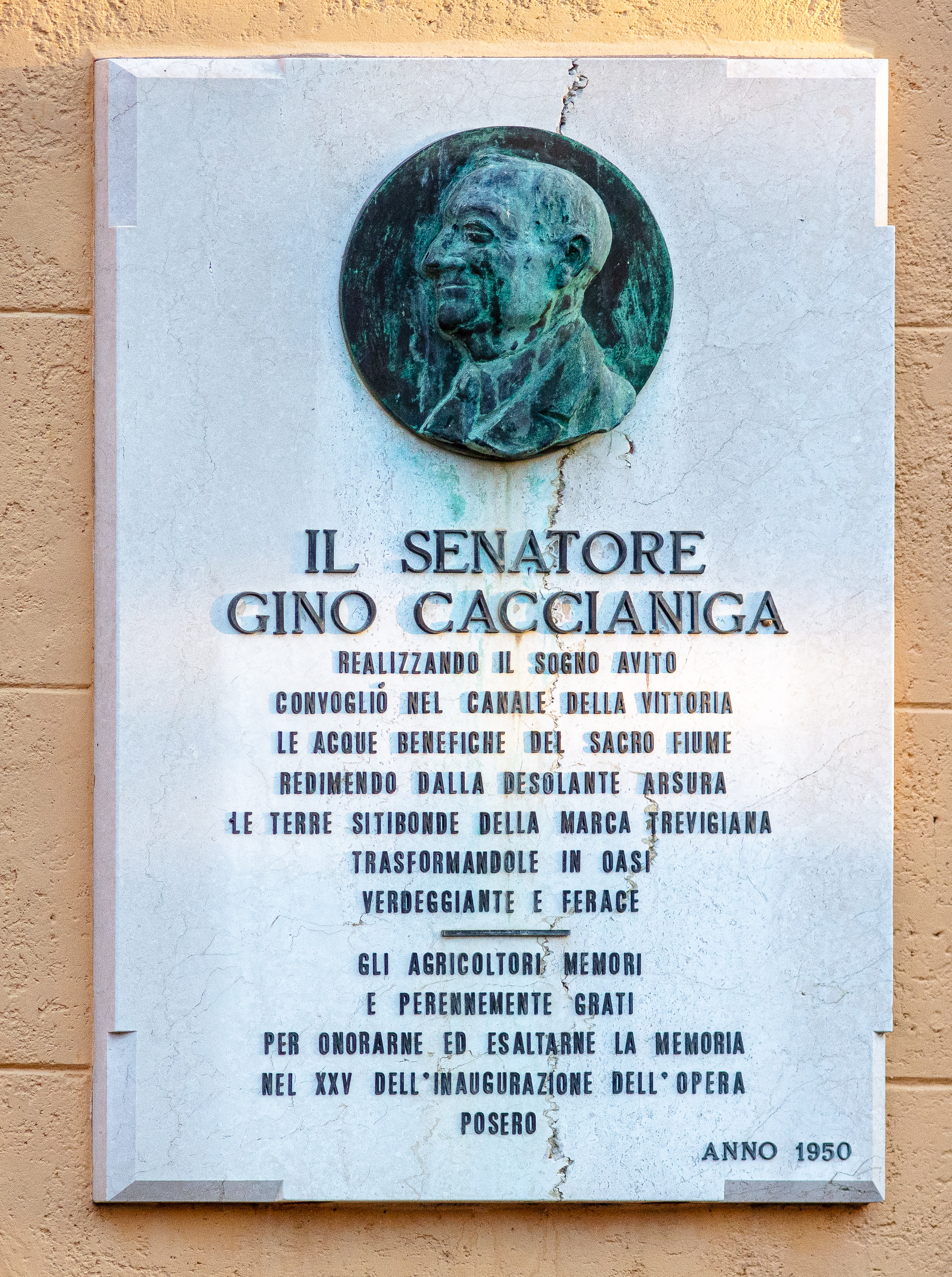
Targa in ricordo di Gino Caccianiga, ideatore del Canale della Vittoria.

Il Canale della Vittoria è un corso d'acqua artificiale della provincia di Treviso.
Si origina, assieme alla Piavesella di Nervesa e al Canale della Vittoria di Ponente, da un breve canale che devia circa 25 m³ d'acqua al secondo dal Piave, all'altezza di Nervesa della Battaglia. Scorre poi in direzione sudest fino a Lovadina di Spresiano, dove si divide nei canali di Carbonera e Priula, che a loro volta alimentano vari corsi minori:
- Canale di Carbonera
  - Canale di Breda (da Lovadina)
- Canale Priula
  - Canale di Candelù (da Maserada sul Piave; sfocia nella Piavesella di Maserada)
  - Canale di San Biagio (da Breda di Piave)
  - Canale di Fagarè (da Breda di Piave)

Questo articolato sistema, che assicura l'approvvigionamento idrico dei comuni a nordest di Treviso, fa parte di un complesso ancora più ampio, che coinvolge tutta l'area compresa tra il Piave e il Sile.